# 826

## Nașteri
- Thabit ibn Qurra, matematician, fizician, astronom și traducător arab din epoca de aur a islamului (d. 901)

## Decese
- 11 noiembrie: Teodor Studitul  (n. 759)
- dată necunoscută: Abu-l-'Atahiya poet irakian (n. 748)